# Bothriochloa pseudischaemum
Bothriochloa pseudischaemum là một loài thực vật có hoa trong họ Hòa thảo. Loài này được (Nees ex Steud.) Henrard mô tả khoa học đầu tiên năm 1940.